# Mariental Urbano
Il distretto elettorale di Mariental Urbano è un distretto elettorale della Namibia situato nella Regione di Hardap con 15.557 abitanti al censimento del 2011. Comprende la città di Mariental.